# Рут Кліффорд
Рут Клі́ффорд (англ. Ruth Clifford; 17 лютого 1900, Потакет, Род-Айленд — 30 листопада 1998, Вудленд-Гіллз, Каліфорнія) — американська акторка кіно, телебачення та озвучування. Голос Мінні Мауса з 1946 по 1952 рік (як правило, без вказівки в титрах).

## Біографія
Рут Кліффорд народилася 17 лютого 1900 року в місті Потакет (штат Род-Айленд, США) в родині англійців (мати була родом з Манчестера, батько — ірландець). У 1911 році її мати померла, і дівчинка разом з сестрою були відправлені в семінарію Святої Марії в містечко Наррагансетт в тому ж штаті. У 1915 році сестри покинули семінарію і вирушили в Лос-Анджелес (штат Каліфорнія) до тітки-актриси. 16-річна Рут майже відразу ж почала зніматися в кіно для студії Universal Pictures: спочатку в масовці, а потім і в більш помітних ролях. До початку 1930-х років актриса була дуже затребувана, в тому числі і в головних ролях, але з настанням ери звукового кіно її популярність знизилася. Вона як і раніше знімалася багато, але тепер переважно в епізодичних ролях, часто без вказівки в титрах.
Рут Кліффорд померла 30 листопада 1998 року у Вудленд-Гіллз (Лос-Анджелес, Каліфорнія). Похована на цвинтарі Святого хреста в Калвер-Сіті.

## Особисте життя
Рут Кліффорд була дуже дружна з відомим режисером Джоном Фордом (1894—1973), вони багато років вечорами грали в бридж; він зняв акторку у восьми своїх фільмах, хоча, майже завжди в епізодичних ролях.
У 1924 році Кліффорд вийшла заміж за торговця нерухомістю Джеймса Корнеліуса. У 1938 році пара розлучилася, від цього шлюбу залишився один син, Джеймс (1930 -?). Більше актриса заміж не виходила.

## Вибрана фільмографія
- 1916 — Герой за дорученням / A Hero by Proxy
- 1920 — Невидимий промінь / The Invisible Ray
- 1925 — Як бажає чоловік / As Man Desires
- 1929 — Вистава вистав
- 1932 — Хресне знамення
- 1948 — Три Хрещених Батька
- 1948 — Зміїна яма